# Sophie Nyweide
Sophie Nyweide (Burlington (Vermont), 8 juli 2000 – Manchester (Vermont), 14 april 2025) was een Amerikaans actrice. Ze verwierf bekendheid door haar rollen als jeugdactrice in Bella, Margot at the Wedding, Mammoth en Noah. 

## Biografie
Nyweide begon in 2006 als jeugdactrice door als Bella te verschijnen in de film Bella. Drie jaar later vertolkte ze rol van Jackie Vidales in Mammoth, de dochter van de personages gespeeld door Michelle Williams en Gael García Bernal. Een jaar later was Nyweide te zien in An Invisible Sign naast Jessica Alba. Hierin speelde ze een meisje wiens moeder lijdt aan kanker. Nyweide verscheen in 2010 eveneens in de film Shadows and Lies met James Franco als tegenspeler. In 2014 had  Nyweide een rol in Noah naast onder andere Russel Crowe. In 2015 had ze haar laatste rol in de verborgen camerareeks What would you do?.

## Overlijden
Op 14 april 2025 overleed Nyweide op 24-jarige leeftijd. Haar lichaam werd gevonden langs een rivieroever in de Amerikaanse staat Vermont. De lokale autoriteiten deden onderzoek naar de doodsoorzaak.
Ten tijde van haar overlijden was Nyweide zwanger. Volgens haar familie kampte Nyweide met problemen en trauma’s. In het rouwbericht stond: ‘Sophie was een aardig en goedgelovig meisje. Dit maakte haar vaak kwetsbaar voor misbruik door anderen. Ze nam medicatie om al het trauma en de schaamte die ze in zich droeg te verwerken, en dat resulteerde in haar dood.’

## Filmografie

### Film
| Jaar | Titel                  | Rol              | Opmerking  |
| ---- | ---------------------- | ---------------- | ---------- |
| 2006 | Bella                  | Bella            |            |
| 2007 | And Then Came Love     | Martha           |            |
| 2007 | Margot at the Wedding  | Voglers' dochter |            |
| 2007 | New York City Serenade | Francie          |            |
| 2009 | Mammoth                | Jackie Vidales   |            |
| 2010 | Shadows and Lies       | Patron           |            |
| 2010 | An Invisible Sign      | Lisa Venus       |            |
| 2011 | Mistakes Were Made     | Otelia           | korte film |
| 2014 | Noah                   | jongere zus      |            |
| 2015 | Born Again             | Sophie           | korte film |

### Televisie
| Jaar | Titel              | Rol           | Opmerking                  |
| ---- | ------------------ | ------------- | -------------------------- |
| 2007 | Law & Order        | Agatha Archer | Aflevering: "Charity Case" |
| 2015 | What Would You Do? | Sophie        | Aflevering 5               |